# Microfluïdica
De microfluïdica bestudeert het gedrag van vloeistoffen en gassen op de micrometerschaal. Een micrometer (μm) is een miljoenste van een meter ofwel een duizendste van een millimeter. Uitgedrukt in volume-eenheden gaat het daarbij doorgaans om nanoliters, maar ook kleinere volumes zijn mogelijk: picoliters, femtoliters of zelfs attoliters. Dat zijn dus miljardsten tot triljoensten van een liter. Op deze schaal wordt het gedrag van veel stoffen door een aantal andere natuurkundige eigenschappen gedomineerd dan mensen in het dagelijkse leven gewend zijn. Water gedraagt zich bijvoorbeeld in veel opzichten als een zeer "stroperige" vloeistof (om precies te zijn, microfluïdische systemen kennen een laag reynoldsgetal).
Wetenschappelijk en technologisch onderzoek naar microfluïdica is in de jaren 1990 sterk toegenomen, mede doordat de chiptechnologie, zoals die door onder meer de elektronica-industrie is ontwikkeld, werd toegepast om chips met heel kleine vloeistofkanaaltjes te maken.
Bestaande en nieuwe toepassingen van microfluïdische technologie zijn denkbaar overal waar gewerkt wordt met vloeistoffen, gassen en opgeloste stoffen en waar schaalverkleining wenselijk of noodzakelijk is. Concreet kan hierbij gedacht worden aan onder meer printtechnologie, de synthese van chemische producten, de opsporing van gevaarlijke stoffen en aan de biologische en medische analyses van onder andere lichaamsvloeistoffen, DNA, en zelfs individuele cellen.